# Bojan Porok
‎Bojan Porok, slovenski častnik, veteran vojne za Slovenijo.

## Vojaška kariera
- poveljnik, 72. brigada Slovenske vojske (2002)

## Odlikovanja in priznanja
- srebrna medalja Slovenske vojske (11. maj 2001)
- bronasta medalja generala Maistra z meči
- spominski znak Obranili domovino 1991
- spominski znak ob deseti obletnici vojne za Slovenijo (9. julij 2001)